# マッキントッシュ (リンゴ)
マッキントッシュ（ [ˈmækɪntɒʃ] MAK-in-tosh）(英語：McIntosh、McIntosh Red、あるいは口語的に Mac とも）はリンゴの品種の一つである。9月下旬に熟す果実は、赤と緑の皮、白く柔らかい果肉、そして酸っぱい風味を持っている。20世紀においては、カナダ東部とニューイングランドで最も一般的な品種であり、料理と生食の両方に適したリンゴと見なされている。 アップルコンピュータの従業員であったジェフ・ラスキンは、本種に因んでMacintoshシリーズのパーソナルコンピュータを名付けた。
ジョン・マッキントッシュは、1811年にアッパー・カナダのDundela農場で、マッキントッシュの始祖となる苗木を発見した。彼は妻と一緒にそれを栽培し、彼の家族はその木からの接木を開始し、1835年には果物を販売し始めた。1870年には本種の商業生産が始まり、1900年以降は北米北東部で一般的になった。
本種は、商業生産においては依然として重要であるものの、ガラなどの他品種との競争に直面して、21世紀初頭には果実としての人気は低下している。とはいえ、米国リンゴ協会のウェブサイトによると、本種は米国で最も人気のある15のリンゴ栽培品種の1つである。

## 特徴
マッキントッシュは、カナダ東部と米国北東部で最も一般的なリンゴの栽培品種である。また、カシミール地域でも見られ、また、東ヨーロッパでもよく販売されている。

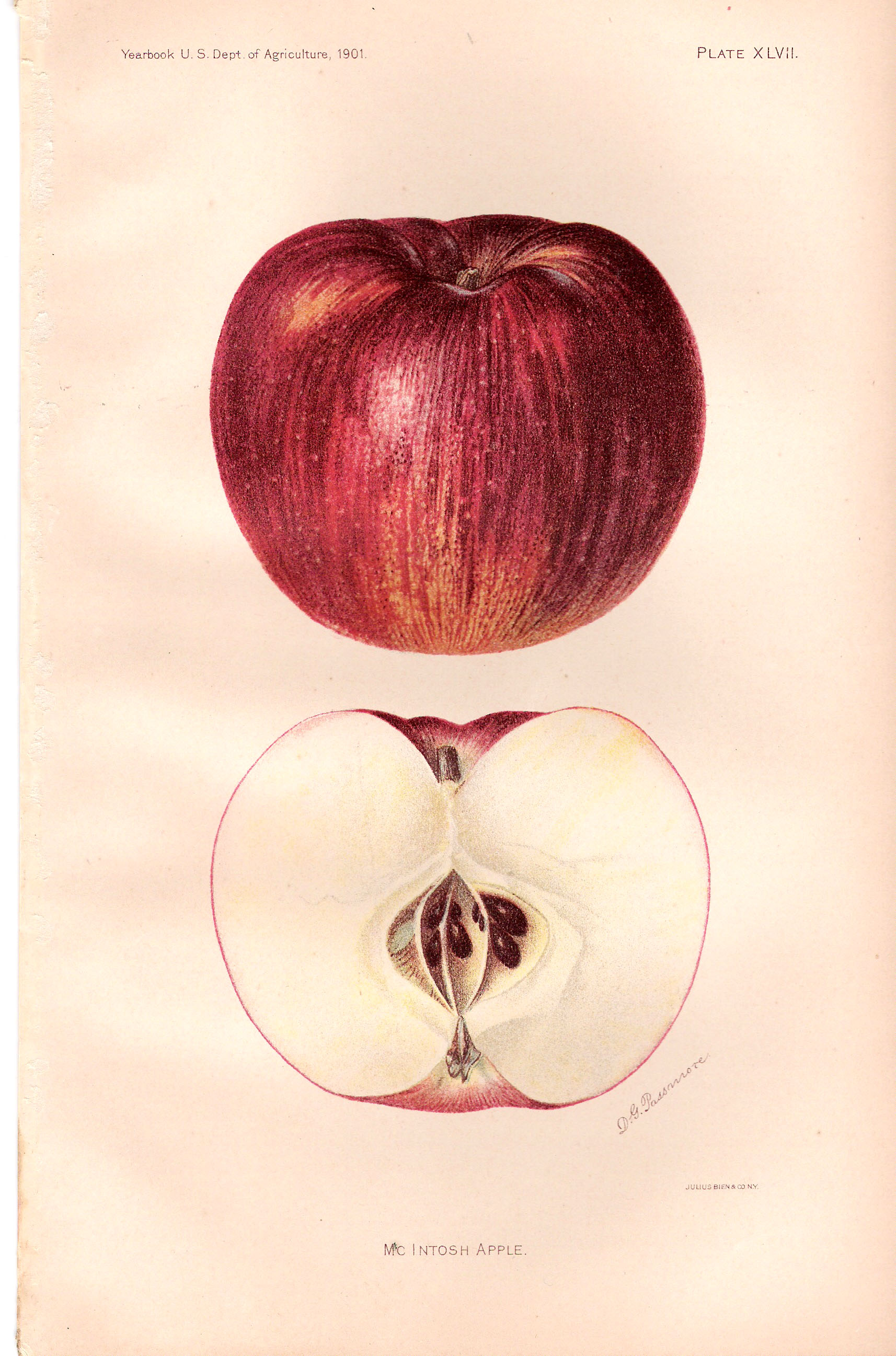
1901年に描かれたマッキントッシュ

マッキントッシュは、短い柄の先に中小サイズの丸い果実をつける。直径はおよそ7.6センチメートル (3.0 in)、重量はおよそ180グラム (0.40 lb)である。
皮は赤と緑で、厚く柔らかく剥きやすい。白い果肉は時々緑やピンクがかっており、ジューシーで柔らかく、しっかりしていて、すぐに柔らかくなる。果肉は傷みやすい。
本種は万能食材と見なされ、生食にも料理にも適している。主にデザートに使用され 、料理では大部分の栽培品種よりも調理時間が短くなる。通常、ジュースに使用する場合はブレンドされる。
CA貯蔵（controlled atmosphere storage）とは、通常の冷蔵に加えて貯蔵庫内のガス（主に酸素と二酸化炭素）の濃度を人工的に調整して果実や青果を長期保存する方法であり、原理は1920年代に研究され、1940年には初めてマッキントッシュの貯蔵のために営利的に利用された。
1961年に国際リンゴ協会によってCA貯蔵に適するとされたリンゴ8品種の中でも、マッキントッシュはCA貯蔵されている量が一番多かった。本種は空調下の温度が1.7 - 3.0 °C (35.1 - 37.4 °F)で、1.5〜4.5％の酸素と1〜5％の二酸化炭素を含む雰囲気のもとで最適に保管される。このような条件の下では、マッキントッシュは5〜8か月間保存できる。一方、2 °C (36 °F)未満の温度で保管すると、粉っぽくなる可能性がある。

## 栽培
マッキントッシュは、カナダ、米国、および東ヨーロッパで最も一般的に栽培されている。カナダではオンタリオ州をはじめ、ケベック州、ノバスコシア州、ブリティッシュ・コロンビア州などで生産されている。本種の生産地域はリンゴ生産地の北限に近い。マッキントッシュは適度に丈夫な木で、毎年または隔年で結実する 。木は、少なくともUSDAのハーディネスゾーン4a、または−34 °C (−29 °F)の耐寒性がある。花の50％以上が−3.1 °C (26.4 °F)以下で枯死する。
日本では「旭」の品種名で生産されている。1890年にカナダから札幌農学校に寄贈されたのが、本種の日本における初の導入とされている。1892年に「旭」と名付けられた。青森県では9月下旬から10月上旬に成熟する。日本でも、8月中下旬に出回る「祝」と、10月中旬頃の「紅玉」や「スターキング」の間をつなぐ品種として一時期は普及した。しかし、すでに1970年代半ばには「旭」「祝」の早生の主力品種としての地位は「つがる」に移っていた。また、栽培に手間がかかることや、暖地では日持ちが悪いこともあり、市場から見放され、さらに別の優良品種が登場したこともあって生産量は激減し、希少品種となってしまった。
本種は自家不和合性であり、結実のためには近隣の別の品種の樹からの受粉が必要である。ミツバチが主なポリネーターとなる。
本種は夜が寒く秋の日が晴天の冷涼な地域で最もよく生育する。そのような地域でないと、色づきの悪さや果肉の柔らかさや、収穫前に落果する傾向に悩まされる。本種は常温で2〜3か月間保存することができる。しかし、貯蔵焼け、果肉の軟化、低温障害感受性、及びコプリノプシス・サイクロモルビダによる腐れなどの障害を受けやすい傾向がある。
マッキントッシュは、薬剤噴霧をしないと、リンゴ黒星病に簡単に感染してしまう。本種は、火傷病、うどんこ病、cedar-apple rust、quince rust、hawthorn rustに対する脆弱性は一般的に低い。一方、癌腫病、褐色腐朽、黒腐病、cedar-apple rust のレース1（ただし、レース2には耐性がある）などの真菌性疾患には脆弱性がある。また、Neofabraea  属の一種による病害や斑点落葉病に対して適度に耐性があり、リンゴ褐紋病にもよく耐性がある。また、日本での「旭」（本品種の日本名）に対する試験結果によれば、本品種はリンゴ赤星病に対してもレース1には脆弱であるが、レース2には耐性がある。また、本種はリンゴハダニにも耐性がある。本種は隔年結果性が弱い。

## 系統
マッキントッシュの親子関係は不明だが、'Snow Apple' (または 'Fameuse')、'Fall St Lawrence'、および 'Alexander' が推測されている。あるいは、'Fameuse' と‘Detroit Red’ の交雑種とも推測される。
ある研究によると、マッキントッシュとの交雑は冬の耐寒性に対して有利になることが示されている。1996年の研究では、マッキントッシュは、439の栽培品種のうち101品種の片方の親となっており、他のどの設立されたクローンよりも多いことがわかった。
特にカナダの栽培品種の半分以上で親品種として使用され、米国と東ヨーロッパでも広く使用されていた。しかし、他地域の系統ではほとんど使用されていなかった。マッキントッシュの子孫として、次のものが含まれる。：マカウン（ Jersey Blackとの交雑種）、Spartan（ニュートンピピンとの交雑種）、コートランド、エンパイヤー、ジョナマック（ジョナサンとの交雑種）、ジャージーマック、Lobo、Melba、Summered、Tydeman's Early Worcester、および本種の子孫である可能性のある品種としてPaula Red がある。

## 歴史

### 品種の発見と確立
ヨーロッパのリンゴは、早ければ1606年にフランス人入植者によって、ポートロイヤル入植地（現代のノバスコシア州アナポリス郡アナポリスロイヤル）からカナダに持ち込まれた。導入後、リンゴ栽培は内陸部に広がった。1776年には、ロイヤリスト達がすでに北アメリカの気候に順応したリンゴの苗木と種子を携えてアッパーカナダに到着している。
マッキントッシュの発見者、ジョン・マッキントッシュ（1777 – c. 1845–46）は、1796年に、ロイヤリストの両親によってアッパーカナダに連れていかれた恋人の Dolly Irwin を追って、彼の生まれ故郷であるニューヨーク州Mohawk Valleyの実家を離れた。
彼女は彼が見つける前に死去していたが、彼はアッパーカナダの農夫として定住した。彼は1801年に Hannah Doran と結婚し、彼らは1811年に、マッキントッシュが義兄のエドワード・ドランとダンデラの土地を交換するまで、セントローレンス川沿いで農業を営んだ 。
この新しい土地は4分の1エーカーしか開拓されておらず、その場所さえ再び野生化した木々が生い茂っていた。マッキントッシュは、その区画を片付けている間に、いくつかの野生化したリンゴの苗を発見した。彼は家の庭にそれらの苗木を移植した。苗の1つは特に良い実をつけた。マッキントッシュの孫たちは、祖母が果樹園でその木の世話をしているのをよく見ていたので、その木のリンゴを「おばあちゃんのリンゴ」と呼んでいた。マッキントッシュは1820年までにその木からの実生苗を販売していたが、それらは親木と同じ品質の果実を生産しなかった
ジョン・マッキントッシュの息子アラン（1815–1899）は、1835年頃に接ぎ木の技術を習得した。このクローニングにより、マッキントッシュは親木の果実が持つ独特の特性を維持することができた。アランと「接木屋サンディ」の愛称で呼ばれていた兄弟のサンディ（1825–1906）は、この栽培品種の生産を増やし販売を促進した。最初の販売は1835年で、1836年にこの栽培品種は「マッキントッシュレッド」と改名された 。1870年には商業生産が開始され、1900年にリンゴ黒星病に対する初の噴霧機が発明された後に普及した。

### 普及
20世紀初頭まで、本種は農家での人気がなく、オンタリオ州の果実生産者が1876年のフィラデルフィア万国博覧会において展示した長い品種リストにも含まれていなかった。1891年には、あるニューヨーカーが「（本種は）非常に人気があり、高級フルーツスタンド用のリンゴとして市内の市場で販売されている」と絶賛したという報告もあったが、1905年には、ある農家がオンタリオ州果実生産者協会に対して、マッキントッシュなどの一般的なリンゴよりも「さらに良いもの」を求めることが必要であると訴えた。
カナダでマッキントッシュを普及させたのは、オタワの中央実験農場で働いていた園芸家 William Tyrrell Macoun とされている。
彼は農場での研究により、このリンゴがカナダの気候にも都市部の市場にも非常に適していることを確認した。彼は、「（マッキントッシュは）掛け値なく、最も見栄え良く最高のデザート用リンゴの1つ」であると述べた。連邦政府の果物試験場では、望ましいリンゴの短いリストと望ましくないリンゴの長いリストが発表されていたが、マッキントッシュは一貫して前者に含まれていた。1907年、Macoun は「この果物が広く知られるようになったのは、ここ10年か15年のことにすぎない。そのすばらしさに人気があり...、現在は苗木の需要を満たすことができない」と報告している。
1909年頃にはオンタリオ州の農家では多数の種類のリンゴが栽培されていたが、Macoun は生産の効率化と市場への対応のために、品種の集中と選択を主張していた。マッキントッシュは彼の選択の一つであった。
米国北東部では、1933年から34年の厳しい冬に枯死した多数のボールドウィンがマッキントッシュに置き換えられた。マッキントッシュは1960年代までにカナダのリンゴ市場の40％を占めていた。そして少なくとも30種類のマッキントッシュの交雑種が1970年までに知られていた。その後、外国からの輸入品との競争に直面して、その人気は衰えた。 21世紀の最初の10年間で、ガラがオンタリオ州のリンゴ市場の33％を占めるようになり、マッキントッシュは12％に減った。しかしながら、本種の生産はオンタリオにとって依然として重要であり、 2010年には66,000,000ポンド (30,000,000 kg)のマッキントッシュが生産されており、第2位のエンパイヤーを大きく引き離している。

### 原木のその後
ジョン・マッキントッシュによって発見された元の木は、1894年に住宅火災により損傷し、1908年に最後の実を結び、1910年に枯死して倒壊した。元の木があった場所には、"The site of the original McIntosh apple tree. 1811–1906" と彫られた小さな石の標識がある。
原木から採取され接ぎ木された初代の最後の木は2011年の夏に枯死したが、アッパーカナダビレッジヘリテージパークの園芸家達は、その木が切り倒される前に12本の枝を採取して新たな接ぎ木を試み、3本が活着した。

## 記念
マッキントッシュはカナダの national apple に指定されている。1912年に、元のマッキントッシュの木から110ヤード (100 m)離れた場所に、記念プレートが設置された。このプレートには、マッキントッシュの原木は1796年に発見された、という誤った情報が書かれている。1962年にはオンタリオ考古学史跡委員会がプレートをより説明的なものに置き換えた。2001年には、カナダ史跡記念物委員会が本種を記念する壁画を設置した。
1995年に、カナダ造幣局はトロント在住の人気デザイナー Roger Hill に、1996年に発行する記念銀貨のデザインを依頼した。Hillは、リンゴ園を背景として枝から下がっている3つのマッキントッシュの果実と1つの花の集団をデザインした。この集団は品種名が書かれたリボンで飾られている。下の隅には“1796 CANADA DOLLAR 1996”と書かれている。

## 逸話

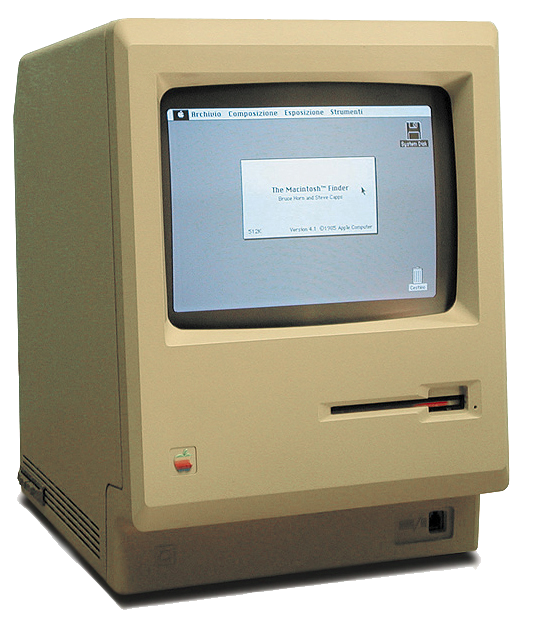
AppleのMacintoshシリーズのパーソナルコンピュータは、本種の名にちなんで名付けられた。

- Appleの技術者であったジェフ・ラスキンは、Macintoshシリーズのパーソナルコンピュータに本種にちなんで名前を付けた。彼は、高級音響機器メーカーのマッキントッシュ・ラボとの競合を避けるために、意図的に綴りを "Macintosh" と変えた。しかしながら、1982年にアップルがマッキントッシュという名前を商標登録しようとした時、アップルの製品と音響機器メーカーの名前の発音が類似していることを理由に却下された。結局、Appleは1983年にその名前のライセンスを取得し、1986年には商標権自体を買い取った[32]。

- 1948年1月9日から1950年2月6日までカナダ国連大使の地位にあったカナダ陸軍大将のアンドリュー・マクノートン（英語版）に関して、カナダの新聞は次のような逸話を伝えている[33]：カナダでソ連のスパイが逮捕されて間も無いある頃に、マクノートンは、ニューヨークでグロムイコと非公式での会合をしていた。グロムイコが「カナダで最高のリンゴの品種は何ですか」と聞くと、マクノートンは即座に答えた。「ノーザンスパイズ （Northern Spies）とマッキントッシュレッズ（ McIntosh Reds）です。」[33] [34]。グロムイコは大笑いし、カナダではマクノートンのこの発言が大ヒットし、すぐれたウィットであると認定された[33][注釈 13]。